# Crassibrachia
Crassibrachia är ett släkte av ringmaskar. Crassibrachia ingår i familjen skäggmaskar.
Kladogram enligt Catalogue of Life:
| Crassibrachia | \| \| Crassibrachia brasiliensis \| \| \| \| \| \| Crassibrachia sandersi \| \| \| \| |
|               | \| \| Crassibrachia brasiliensis \| \| \| \| \| \| Crassibrachia sandersi \| \| \| \| |
|               | Crassibrachia brasiliensis                                                            |
|               |                                                                                       |
|               | Crassibrachia sandersi                                                                |
|               |                                                                                       |